# Casinaria tenuiventris
Casinaria tenuiventris är en stekelart som först beskrevs av Johann Ludwig Christian Gravenhorst 1829.  Casinaria tenuiventris ingår i släktet Casinaria och familjen brokparasitsteklar. Arten är reproducerande i Sverige. Inga underarter finns listade.